# Ducati Hypermotard
L'Hypermotard est un modèle de motocyclette du constructeur italien Ducati.
À l'instar de la BMW HP2 Megamoto, Ducati présente l'Hypermotard lors du salon de Milan en 2005. Dessinée par Pierre Terblanche, elle n'est qu'un prototype destiné à recueillir les avis des potentiels clients. Elle ne possède alors que le moteur 1 000 cm3 de la 1000 Monster.
La version définitive apparaît, toujours au salon de Milan, un an plus tard. Dès sa sortie, elle est présentée en deux versions, la 1100 Hypermotard et la 1100 Hypermotard S.
Le moteur est un classique bicylindre en V, ouvert à 90°, quatre temps, refroidi par air et huile. Il développe 90 ch à 7 750 tr/min pour un couple de 10,5 mkg au régime relativement faible de 4 750 tr/min. Il est alimenté par une injection électronique Magneti Marelli de 45 mm de diamètre.
Le cadre est, comme à l'accoutumée chez Ducati, un treillis tubulaire.
La suspension avant est assurée par une fourche télescopique inversée Marzocchi de 50 mm de diamètre entièrement réglable. L'arrière profite d'un amortisseur Sachs sur la version standard, d'un Öhlins sur la S.
Le freinage est confié à Brembo, avec à l'avant deux disques de 305 mm de diamètre, mordus par des étriers quatre pistons à montage radial, tandis que l'arrière se contente d'un disque de 245 mm de diamètre, pincé par un étrier double piston. La version S bénéficie d'étriers avant monobloc.
La double sortie d'échappement passe sous la selle et laisse la vue dégagée sur la jante arrière à cinq bâtons et le monobras oscillant.
Les protège-mains intègrent les clignotants et les rétroviseurs.
La version standard est annoncée pour 179 kg à sec, alors que la S revendique 2 kg de moins.
La 1100 Hypermotard est disponible en rouge uniquement la première année, puis en rouge ou blanc. La version S peut être choisie en rouge ou noir.
Fin 2009, Ducati améliore l'Hypermotard en présentant les Hypermotard 1100Evo et
1100EvoSP.
Le poids est abaissé de 7 kg sur la 1100Evo et de 8 kg sur la 1100EvoSP. Le tableau de bord est différent, la puissance est augmentée avec 95 ch à 7 500 tr/min. Le couple maximal est inchangé mais se trouve 1 000 tr/min plus haut. L'injection électronique est de marque Siemens.
La SP ajoute des pneus Pirelli Diablo Supercorsa SP au lieu des Diablo Rosso. Le débattement de la suspension arrière passe à 156 mm tandis que celui de la fourche à 195 mm.
Elles sont disponibles en rouge ou noir pour la 1100Evo et en bicolore rouge et noir ou rouge et blanc pour la SP. Fin 2011, la 1100 SP est présentée dans un coloris rouge, blanc et noir, aux couleurs de la division compétition Ducati Corse.

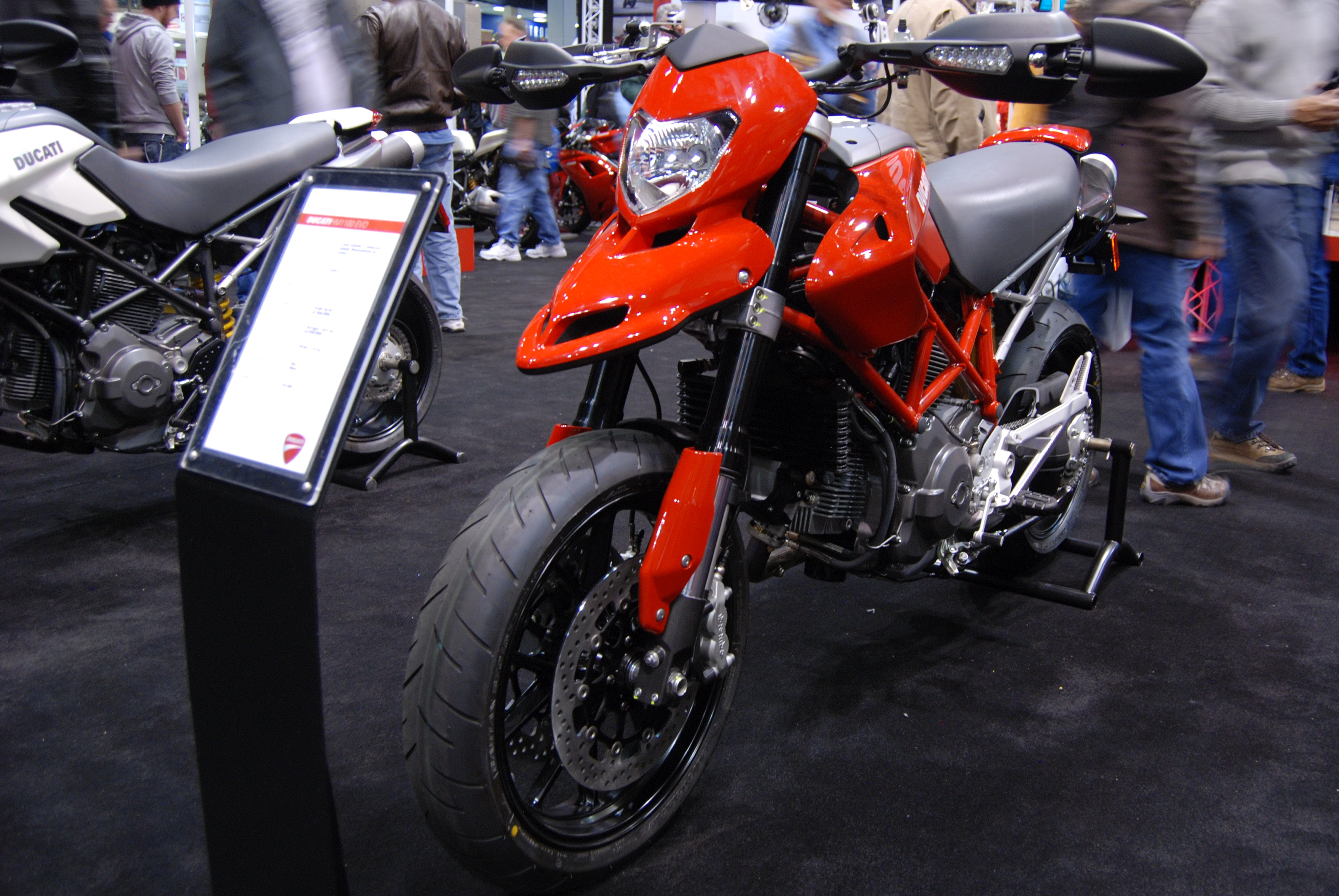
796 Hypermotard

En parallèle sort la 796 Hypermotard. Le moteur de 803 cm3 (alésage x course : 88 x 66 mm), évolution de celui équipant la 696 Monster, développe 81 ch à 8 000 tr/min, pour un couple de 7,7 mkg à 6 250 tr/min. L'embrayage à sec est abandonné pour un élément en bain d'huile muni du système APTC, censé réduire l'effort à fournir à la poignée.
La partie cycle est reprise de l'Hypermotard 1100Evo. La fourche passe à 43 mm de diamètre. Le poids descend à 167 kg et la hauteur de selle perd 20 mm.
Elle est disponible en rouge, blanc ou noir. Elle ne sera commercialisée que 2 ans.
Pour 2013, l'Hypermotard perd son moteur à refroidissement par air pour adopter le moteur à refroidissement liquide Testastretta 11°, vu sur la Diavel. La cylindrée est diminuée et passe à 821,1 cm3, pour une puissance de 110 ch à 9 250 tr/min et un couple de 9 mkg à 7 750 tr/min.
La double sortie d'échappement sous la selle devient une unique sortie latérale. La capacité du réservoir passe à 16 litres.
L'hypermotard SP évolue en même temps, proposant en plus une fourche Marzocchi de 50 mm de diamètre, un monoamortisseur Öhlins, des jantes Marzocchi forgée. 
En parallèle, Ducati propose l'Hyperstrada. L'hypermotard s'équipe d'une bulle plus haute, d'une selle plus confortable, de sacoches latérales, d'une béquille centrale, pour 12 790 euros.
L'Hypermotard est apparue aux mains de Tom Cruise dans le film Night and Day. Néanmoins, pour les scènes de cascade, une Aprilia SVX550, plus légère et maniable, maquillée en Hypermotard, est utilisée.
Elle est également utilisée par Jim Carrey, pour s'enfuir d'un hôpital dans le film Yes Man  et dans American Pie 4 aux mains de Eddie Kaye Thomas.